# حسن پلنگ
حسن احمد پلنگ (انگلیسی: Hassan Ahmad Palang؛ زادهٔ ۲ آوریل ۱۹۹۸) یک ورزشکار اهل ایران و متولد عسلویه است.